# Wartość przedsiębiorstwa
Wartość przedsiębiorstwa (ang. total corporate value) – to cena za jaką dane przedsiębiorstwo może być skutecznie zaoferowane do sprzedaży. Istnieje wiele metod wyceny wartości przedsiębiorstwa, które można podzielić na:
(a) dochodowe (ang. income approach), wśród których najczęściej wymienia się: wyceny wielokrotnej (a w tym: oparte na relacji cen i zysku, oraz oparte na dywidendzie), oparte na zdyskontowanych strumieniach zysku (a w tym: oparte na dyskontowaniu nadwyżek pieniężnych, oraz oparte na dyskontowaniu nakładów i przychodów).
(b) oparte na wycenie aktywów (ang. asset based methods), wśród których najczęściej wymienia się: przeszacowania i oszacowania, księgową, kosztów odtworzenia (ang. replacement costs), oparte na wartości upłynnienia (ang. liquidation value),
(c) mieszane, wśród których wymienia się: oparte na wartości netto i goodwill (a w tym: niemiecka metoda określania goodwill, oraz metoda anglosaska określania goodwill), oparte na aktywach oraz stopie pomnażania wartości.
Obecnie największe znaczenie ma ujmowanie wartości przedsiębiorstwa jako zaktualizowanej wartości przyszłych oczekiwanych wolnych strumieni pieniężnych.